# Renk
Renk Group AG — немецкий производитель трансмиссий, двигателей, гибридных приводных систем, систем подвески транспортных средств, подшипников скольжения, муфт и испытательных систем. Компания производит специальные коробки передач для танков, фрегатов, ледоколов и промышленности, а также является ведущим поставщиком ходовых частей и систем амортизации для гусеничных и колесных военных машин. Главный офис компании Renk находится в Аугсбурге, а также производственные мощности в Райне, Ганновере, Винтертуре, Бате и Стерлинг-Хайтсе.
В 2022 году оборот группы составил 850 миллионов евро, а численность персонала — 3000 человек. Около 70 % оборота приходится на танковые и судовые агрегаты. Основанная в 1873 году, компания с 2020 года принадлежит частному инвестору Triton. Компания вернулась на Франкфуртскую фондовую биржу после первичного публичного размещения акций в 2024 году.